# Гриценко Володимир Ігорович
Володи́мир І́горович Грице́нко (нар. 15 лютого 1989 — 30 липня 2015) — солдат Збройних сил України, учасник російсько-української війни.

## З життєпису
Народився 1989 року в селі Осташівці Тернопільської області. Батько помер, коли Володимир ще був маленький, і мама виховувала його самотужки. Служив за контрактом.
Мобілізований у квітні 2015-го; солдат, стрілець-помічник гранатометника 43-го окремого мотопіхотного батальйону. Вишкіл пройшов на Яворівському полігоні.
30 липня 2015 року загинув під час виконання бойового завдання поблизу смт Новгородське Донецької області — зазнав кульових поранень в ногу, це спричинило артеріальну кровотечу. Помер внаслідок масивної крововтрати.
Похований 1 серпня в селі Осташівцях Зборівського району.

## Нагороди
- орден «За мужність» ІІІ ступеня (21.3.2016, посмертно) — за особисту мужність, сумлінне та бездоганне служіння Українському народові, зразкове виконання військового обов'язку[1];
- почесний громадянин Тернопільської області (21 грудня 2022, посмертно)[2].